# دار النشر سوي
دار النشر سوي (بالفرنسية: Éditions du Seuil)‏ هي دار نشر فرنسية تأسست عام 1935.